# Потоси (барк)
«Потоси́» — пятимачтовый грузовой барк со стальным корпусом, построенный в 1895 году на верфи «Joh. C. Tecklenborg» в Гестемюнде (Германия) по заказу компании «F. Laeisz Shipping Company» в серии «летучих П-лайнеров». Основным назначением судна была перевозка сырья для немецкой химической промышленности — южноамериканских нитратов (гуано), из которых производили взрывчатые вещества и удобрения. Маршрут пролегал вокруг мыса Горн, и суда были рассчитаны на суровую погоду сороковых широт южного полушария. В конце XIX века количество крупных парусников уменьшилось, но «П-лайнеры» бороздили моря ещё сорок лет, совершая в год по два рейса в Чили и обратно. «Потоси» во время Первой мировой войны был интернирован в Чили и затем передан по репарациям, в Чили переименован во «Флору», в 1925 году загорелся и был потоплен артиллерийским огнём. «Потоси» стал родоначальником «летучих П-лайнеров», которые были самым успешным флотом парусных судов под одним флагом.

## История

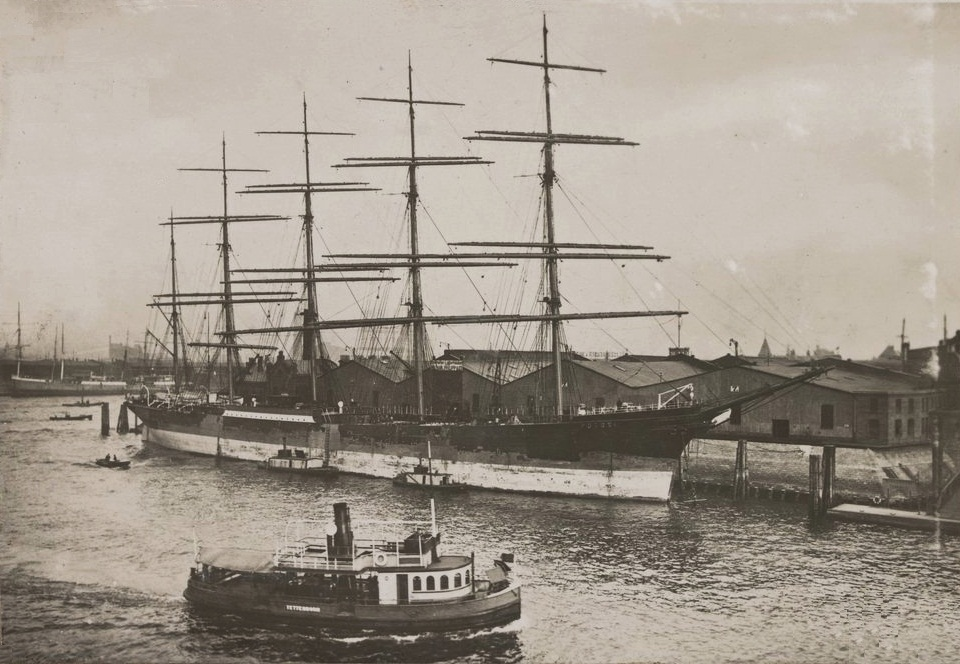
«Потоси» на верфи

Мысль построить пятимачтовый барк появилась у капитана фирмы «Laeisz» Роберта Хильгендорфа, который и стал впоследствии его первым капитаном. Он оказал большое влияние на проект судна и наблюдал за его постройкой. 
По традиции, зародившейся в 1880-е в компании, судно получило название на букву «П», на этот раз в честь боливийского города Потоси, самого высокогорного города в мире.
Барк был заложен под номером 133 в ноябре 1894 года и спущен на воду 8 июня 1895 года, обойдясь заказчику в 695 000 рейхсмарок, и 26 июля 1895 года отправился в первое плавание в Икике.
К 1914 году «Потоси» сделал 27 полных кругов из Гамбурга в Чили и обратно, побывав под командой пяти капитанов, в 1895—1901 году — Роберта Хильгендорфа, затем Георга Шлютера (2 круга, 1901—1902), Иохима Ганса Хинриха Ниссена (10 кругов, 1903—1909, в том числе рекорд рейса из Икике 57 дней в 1903 году), Иоганна Фрёмке (3 круга, 1909—1911) и Роберта Мите (4 круга, 1912—1919).
После начала Первой мировой войны «Потоси» был задержан 23 сентября 1914 года в Вальпараисо. В 1917 году, всё ещё находясь под арестом, он был продан бременской фирме-перевозчику «F. A. Vinnen», а 2 октября 1920 года передан по репарациям Франции. Французское правительство продало его правительству Аргентины, которое передало барк «Floating Docks Co.» в Буэнос-Айресе. Тем не менее, физически «Потоси» оставался в Вальпараисо. Только в 1923 году он был выкуплен местной компанией «González, Soffia & Cía.» и переименован во «Флору».
Год ушёл на ремонт и переоснащение, и в декабре 1924 года бывший капитан «Laeisz» Август Ётцманн (нем. August Oetzmann) повёл «Флору» в Гамбург с грузом селитры, прибыв через 110 дней 30 марта 1925 года. Многие в Гамбурге были рады видеть судно снова и надеялись, что «Laeisz» выкупит его.
Обратный рейс в Мехильонес, Чили начался 25 мая с заходом в Кардифф (17 июля). На борту было 800 тонн угля и 5000 тонн «патентованного топлива». Близ Патагонии, северо-западнее Фолклендских островов (50°17,50′ ю. ш. 61°42′ з. д.), 15 сентября 1925 года на судне начался пожар. Капитан Ётцманн принял решение взять курс в порт Комодоро-Ривадавия, представлявший из себя бухту с песчаным пляжем, деревянным пирсом и ёмкостями для топлива и 18 сентября встал на якорь в пяти милях от берега, предоставив работникам порта организовывать тушение. Необходимого оборудования для этого не было, помощь подошла лишь через три дня и не могла ничего сделать. На следующий день сильный взрыв взломал палубы, средняя мачта упала за борт, увлекая за собой остальные, кроме первой. В конце концов удалось отвести судно от нефтяных ёмкостей с помощью буксира и выбросить его на берег. Бросив якорь, моряки забрали с судна всё, что ещё можно было спасти, и покинули его. Груз выгорал несколько дней, корпус поднимался на волнах и в конце концов уплыл. Через несколько дней его нашли в 25 милях от берега, на расстоянии в 80 морских миль (150 км) к северу от порта. 19 октября аргентинский крейсер «Patria» потопил продолжавшее гореть судно выстрелами.

## Технические данные
«Потоси» был оснащён пятимачтовым барком, то есть на первых четырёх мачтах нёс прямые паруса, по шесть на каждой, а на пятой — три косых паруса. Среди винджаммеров мирового торгового флота он был третьим после «Франс I» бордоских линий «Antoine-Dominique Bordes» и немецкого железного барка (первого в стране) «Maria Rickmers» компании «Rickmers». Всего в мире было лишь шесть винджаммеров с парусным вооружением пятимачтового барка с пятью-семью прямыми парусами на первых четырёх мачтах: «Франс I», «Maria Rickmers» (по 7 парусов на первых трёх мачтах и шесть на четвёртой), «Потоси», «R.C. Rickmers», «Франс II» и «Копенгаген». «Пруссия» была единственным пятимачтовым кораблём с прямым парусным вооружением на всех мачтах.
Корпус «Потоси» был стальным, длина его по ватерлинии составляла 110 м, полная — 122,42 м, ширина — 15,15 м, водоизмещение — 8350 английских тонн при полезной загрузке в 6400 т. В корпусе 174 шпангоута (шпация 0,65 м). В нём был выделен только носовой водонепроницаемый отсек перед таранной переборкой. Из пяти мачт первые четыре несли полное прямое парусное вооружение: основные паруса, нижний и верхний марсели, нижний и верхний брамсели и бом-брамсель. Вместе с 12-ю стакселями и кливерами (из которых ставилось не более 9), и тремя косыми бизанями на последней мачте количество парусов доходило до 43 при общей парусности 56 510 фут² (5250 м2). Рангоут, за исключением бом-брам-реев, брам-стеньг и гиков бизаней, также был стальным трубчатым, мачты — цельные со стеньгами, диаметром 2,82 фута (0,86 м) на уровне палубы, стоячий такелаж — из стального троса. Над главной палубой возвышались три надстройки: средняя «ливерпульская» длиной 67,2 фута (20 м), полубак — 41,1 фута (13 м) и ют в 26 футов (7,9 м). В средней надстройке, сухой и хорошо вентилируемой, располагались помещения для команды в 40—44 человека, провиантская кладовая и штурманская рубка. Главный штурвал, двойной, диаметром 5,8 фута (1,8 м), располагался на средней надстройке, защищённый от больших волн, второй штурвал располагался позади. В хорошую погоду барк достигал скорости 19 уз (35 км/ч), лучший суточный ход — 376 морских миль (700 км), достигнутый в 1900 году под командованием капитана Хильгендорфа. «Потоси» был самым быстрым среди П-лайнеров, кроме пятимачтового корабля «Пруссия», развивавшего скорость более 20 уз (37 км/ч), но не столь маневренного.
Позывной судна был RKGB, окраска, как и у всех П-лайнеров: чёрный корпус, белая ватерлиния, красная подводная часть, то есть, цвета немецкого флага. Дэниэл Парротт отмечает, что эффективность П-лайнеров была основна не только на их конструктивном совершенстве, прочности стального рангоута и стоячего такелажа, позволявшем высокие скорости движения, но и на грамотном управлении, и ни один четырёх-пятимачтовик «Laeisz» ни в одном из многочисленных путешествий не затонул и не потерял рангоута в штормах у мыса Горн. Для команды были предусмотрены предохранительные сети, средняя надстройка защищала моряков от волн и воды на палубе. Паровые лебёдки и кабестаны позволяли управлять огромными парусами в одиночку, снижая расходы на команду и травматизм